# Santo & Johnny
Santo & Johnny sind ein US-amerikanisches Gitarren-Duo, das Ende der 1950er mit dem Instrumentalstück Sleep Walk bekannt wurde.

## Bandgeschichte
Santo Farina (* 24. Oktober 1937) ist der Bruder von Johnny Farina (* 30. April 1941), beide wurden in Brooklyn in New York City geboren. Santo lernte auf Veranlassung seines Vaters mit neun Jahren das Spielen der Hawaiigitarre und beherrschte nach zwei Jahren das Instrument so gut, dass er damit auftreten konnte. Er nahm Unterricht bei einem Gitarrenlehrer, und mit 14 Jahren gründete er mit einem anderen Gitarristen und einem Schlagzeuger ein Instrumentaltrio. Auf Partys und Tanzveranstaltungen spielten sie dabei auch Santo Farinas Eigenkompositionen.
Als Johnny Farina alt und auch gut genug für Auftritte war – Santo hatte ihm das E-Gitarre-Spielen beigebracht –, bildete er mit seinem Bruder ein Instrumentalduo. Die Farina Brothers machten sich in New York in den 1950ern einen Namen und nahmen schließlich einige Demos auf, mit denen sie auch eine Plattenfirma fanden. Ihre erste Veröffentlichung war das Instrumental Sleep Walk, das die beiden mit Unterstützung von Mutter und Schwester Ann komponiert hatten. Die getragene Melodie kam so gut an, dass die Single sich über eine Million Mal alleine in den USA verkaufte und eines der wenigen Instrumentals der Rock-Ära wurde, das Platz 1 in den US-Billboard-Charts erobern konnte. Auch international wurden die beiden Farinas auf einen Schlag bekannt und eroberten die Charts und Radiostationen in Europa, Mexiko und Australien.
Mit der unmittelbar folgenden Single Teardrop, auch eine Familienkomposition, konnten sie ebenfalls noch einmal in höhere Hitparadenregionen vorstoßen. Weitere Singles, wie ihre Version des Jazz-Klassikers Caravan (Duke Ellington) oder eine Jingle-Bells-Variante, waren bis 1961 erfolgreich. Danach wurde es etwas ruhiger um sie. Mitte der 1960er stieg ihre Popularität wieder, als sie 1964 mit ihrer Version des 1956er Hits In the Still of the Night (I’ll Remember) von den Five Satins ihren letzten US-Singlehit in den Charts hatten. Außerdem machten Santo & Johnny mit einem Album mit Instrumentalversionen von Beatles-Songs auf sich aufmerksam. Allerdings waren sie da schon im Ausland erfolgreicher als in den USA; so war ihre Version von And I Love Her ein Nummer-1-Hit in Mexiko.
In den folgenden Jahren waren sie weltweit unterwegs, besonders in Europa hielten ihre Erfolge an. Italien wurde schließlich eine zweite Heimat, und nach dem Aus ihres US-Labels Imperial Records Ende der 1960er veröffentlichten sie vor allem bei italienischen Labels. Sie bekamen dort eine eigene Fernsehsendung, und 1973 hatten sie mit ihrer Version der Filmmelodie aus Der Pate einen Nummer-1-Hit in Italien, der auch mit Gold ausgezeichnet wurde. Nach 16 Jahren und über 40 gemeinsamen Alben beendeten die beiden Brüder 1976 ihre Zusammenarbeit. Santo Farina machte danach noch einige Zeit als Solokünstler weiter, hat sich aber inzwischen aus dem Musikgeschäft zurückgezogen. Johnny tritt weiterhin mit der Musik aus ihrer gemeinsamen Zeit in den USA auf.

## Sleep Walk
Sleep Walk gilt als Klassiker unter den Instrumentals und gehörte auch zum Repertoire der Shadows, der Ventures und der Chantays. 1981 nahmen Larry Carlton und die neunjährige Sängerin Nikka Costa zwei eigene Versionen auf und hatten damit einen US-Charthit. Vier Jahre später war es im Film Porky’s Revenge! in einer Version von Jeff Beck zu hören. 1992 spielte Santo Farina das Stück ein weiteres Mal für den Soundtrack zum Film Schlafwandler ein, dazu kommen zahlreiche weitere Film- und Fernsehverwendungen. 1998 nahm Brian Setzer, der das Lied auch schon mit seinen Stray Cats eingespielt hatte, Sleepwalk in einer Rock-/Big-Band-Fassung mit dem Brian Setzer Orchestra auf und wurde dafür mit einem Grammy ausgezeichnet.
Santo & Johnnys Sleep Walk inspirierte Fleetwood-Mac-Gründer Peter Green 1968 zu seinem Instrumental Albatross, das ein Welthit wurde, der wiederum die Beatles zu ihrem Lied Sun King (Abbey Road) angeregt hat. 1999 wurde Santo & Johnnys Sleep Walk von der US-amerikanischen Entsprechung zur GEMA, der Broadcast Music Incorporated, dafür ausgezeichnet, dass es über zwei Millionen Mal von den US-amerikanischen Radiosendern gespielt worden war.

## Diskografie
Alben (Auswahl)
- 1959: Santo & Johnny
- 1960: Encore (auch als Sleep Walk veröffentlicht)
- 1961: Hawaii
- 1962: Come On In
- 1962: Around the World … With Santo & Johnny
- 1964: In the Still of the Night
- 1964: Santo & Johnny Wish You Love
- 1964: The Beatles Greatest Hits Played by Santo & Johnny
- 1965: Mucho
- 1966: On the Road Again
- 1967: Brilliant Guitar Sounds